# GPT-4.5
GPT-4.5 (кодова назва «Orion»)  — це велика мовна модель, розроблена OpenAI як частина серії GPT. Офіційно випущена 27 лютого 2025 року, версія GPT-4.5 доступна для користувачів, які підписалися на плани ChatGPT Plus та Pro, на веб-, мобільних та настільних платформах. Доступ також надається через OpenAI API та OpenAI Developer Playground, але компанія поступово припинила доступ до моделі через API 14 липня 2025 року.

## Огляд
GPT-4.5 навчався переважно за допомогою самостійного навчання, що покращує його здатність розпізнавати закономірності, встановлювати зв'язки та генерувати творчі ідеї без міркувань. Цей метод поєднувався з контрольованим точним налаштуванням та навчанням з підкріпленням на основі людського зворотного зв'язку. Обчислювальні ресурси, необхідні для навчання, були надані Microsoft Azure.
Сем Альтман описав GPT-4.5 як «гігантську, дорогу модель». Станом на лютий 2025 року, через API OpenAI вартість вхідних токенів становила 75 доларів США за мільйон та 150 доларів США за мільйон вихідних токенів, тоді як GPT-4o коштує лише 2,50 доларів США за мільйон вхідних токенів та 10 доларів США за мільйон вихідних токенів. 
Модель була протестована на тестовому наборі MMLU, в якому було протестовано 15 різних мов, а саме: арабську, бенгальську, китайську, англійську, французьку, німецьку, хінді, індонезійську, італійську, японську, корейську, португальську, іспанську, суахілі та йоруба, причому модель перевершила GPT-4o на всіх цих мовах. Препринт-дослідження, проведене в березні 2025 року, показало, що GPT-4.5 пройшов тест Тюрінга.
У квітні 2025 року OpenAI оголосила про поступову відмову від GPT-4.5 для доступу через API на користь GPT-4.1, що і сталося 14 липня 2025 року.

## Сприйняття
GPT-4.5 рецензенти здебільшого розглядали як поступове оновлення порівняно з GPT-4o. Кейд Метц, пишучи для The New York Times, заявив, що модель «ознаменує кінець епохи» і «навряд чи викличе стільки ж ажіотажу, як GPT-4». Ерік Шварц з TechRadar високо оцінив здатність моделі розуміти підтекст і відповідати на запитання більш людським чином, порівняно з GPT-4o, але дійшов висновку, що «це не відчувається як величезний стрибок» в порівняні з попередньою моделлю. Аарон Леві, генеральний директор компанії хмарних сервісів Box, розповів Axios, що GPT-4.5 «приблизно на 20 % кращий» за GPT-4o для виконання певних завдань, таких як витягнення інформації з великих наборів даних.